# Treviso (pokrajina)
Pokrajina Treviso (talijanski: Provincia di Treviso) je jedna od 110 talijanskih pokrajina u okviru regije Veneto u Sjevernoj Italiji. Glavni grad pokrajine i najveće gradsko naselje je istoimeni grad Treviso od 81 014 stanovnika.

## Geografske karakteristike
Južni dio pokrajine Treviso prostire se po dolini rijeke Po, a manji sjeverni duž obronaka Dolomita. U dolini rijeke Sile leži i glavni grad Treviso, udaljen oko 30 km sjeverno od Venecije. Provincija Treviso ima površinu od 2 477 km², u kojoj živi 888 249 stanovnika (2011. godine).

## Vanjske poveznice
- Službene stranice pokrajine Treviso